# Ghana
Pour les articles homonymes, voir Ghana (homonymie).
République du Ghana
(en) Republic of Ghana 
Le Ghana, en forme longue la république du Ghana (en anglais : Republic of Ghana), est un pays d'Afrique de l'Ouest situé au bord du golfe de Guinée. La langue officielle du Ghana est l'anglais et la devise nationale est le cedi.
Les pays limitrophes du Ghana sont la Côte d'Ivoire à l'ouest, le Burkina Faso au nord et le Togo à l'est. Sa capitale est la ville d'Accra et ses habitants sont les Ghanéens et les Ghanéennes. Le pays fait partie de la Communauté économique des États de l'Afrique de l'Ouest (CEDEAO), du Groupe des vingt-quatre (G24), de la Zone de paix et de coopération de l'Atlantique Sud (ZPCAS), du Commonwealth, de l'Organisation internationale sur le bambou et le rotin (INBAR), de la Commission internationale du riz (CIR), de l'Union africaine (UA) et de l'Organisation des Nations unies (ONU) ; Le Ghana est membre associé de l’Organisation internationale de la francophonie depuis 2006 et accorde une place toujours plus importante au français.
Le Ghana moderne n'a pas de liens géographiques ou historiques directs avec l'empire du Ghana. Le Ghana moderne, ancienne Côte-de-l'Or, a été renommé en hommage à l'empire du Ghana par Kwame Nkrumah au moment de l'indépendance. Le nom colonial de Côte-de-l'Or vient des très nombreuses mines d'or du pays qui, avant d'être exploitées par les colons britanniques, hollandais, portugais, étaient abondamment utilisées par l'ethnie ashanti, qui garde la tradition de bijoux en or, tradition qui s'est propagée aussi chez l'ethnie voisine à l'ouest, les abrons.
L'un des principaux hommes politiques du Ghana fut le panafricaniste Kwame Nkrumah (1909-1972). De 1966 à 1980, de nombreux coups d'État ont rendu le pays particulièrement instable, jusqu'à la prise du pouvoir par Jerry Rawlings qui fit voter une nouvelle constitution en 1992. Élu à deux reprises par la suite, il a pacifiquement cédé le pouvoir à son opposant John Kufuor en 2000. Depuis cette date, les alternances entre les deux principaux partis politiques, le NDC et le NPP, sont régulières et pacifiques, dont celle de 2016, qui voit la victoire de Nana Akufo-Addo contre le président sortant John Dramani Mahama.

## Histoire
L'histoire de la partie de l'Afrique qui deviendra le Ghana d'aujourd'hui est relativement mal connue avant 1500. Les recherches archéologiques ont montré que l'occupation humaine y est très ancienne aussi bien sur la côte qu'à l'intérieur des terres. Des recherches récentes ont mis en évidence, dans la zone forestière, la présence de sites d'habitat entourés de profonds fossés datant d'entre le VIIe et le XIVe siècle. Ce type de site, que l'on connaît par ailleurs de la Côte d'Ivoire au Nigeria, témoigne de l'existence d'une civilisation sédentaire maîtrisant la métallurgie du fer, vivant probablement de la culture de l'igname et de l'exploitation du palmier à huile, et particulièrement bien adaptée à l'environnement forestier. Ces sites furent brutalement abandonnés au XIVe siècle. La peste noire et ses conséquences dévastatrices sur la démographie, bien connues en Europe et en Afrique du Nord à la même époque et dont l'étude en Afrique subsaharienne reste à réaliser, pourraient être à l'origine de ces bouleversements à grande échelle.

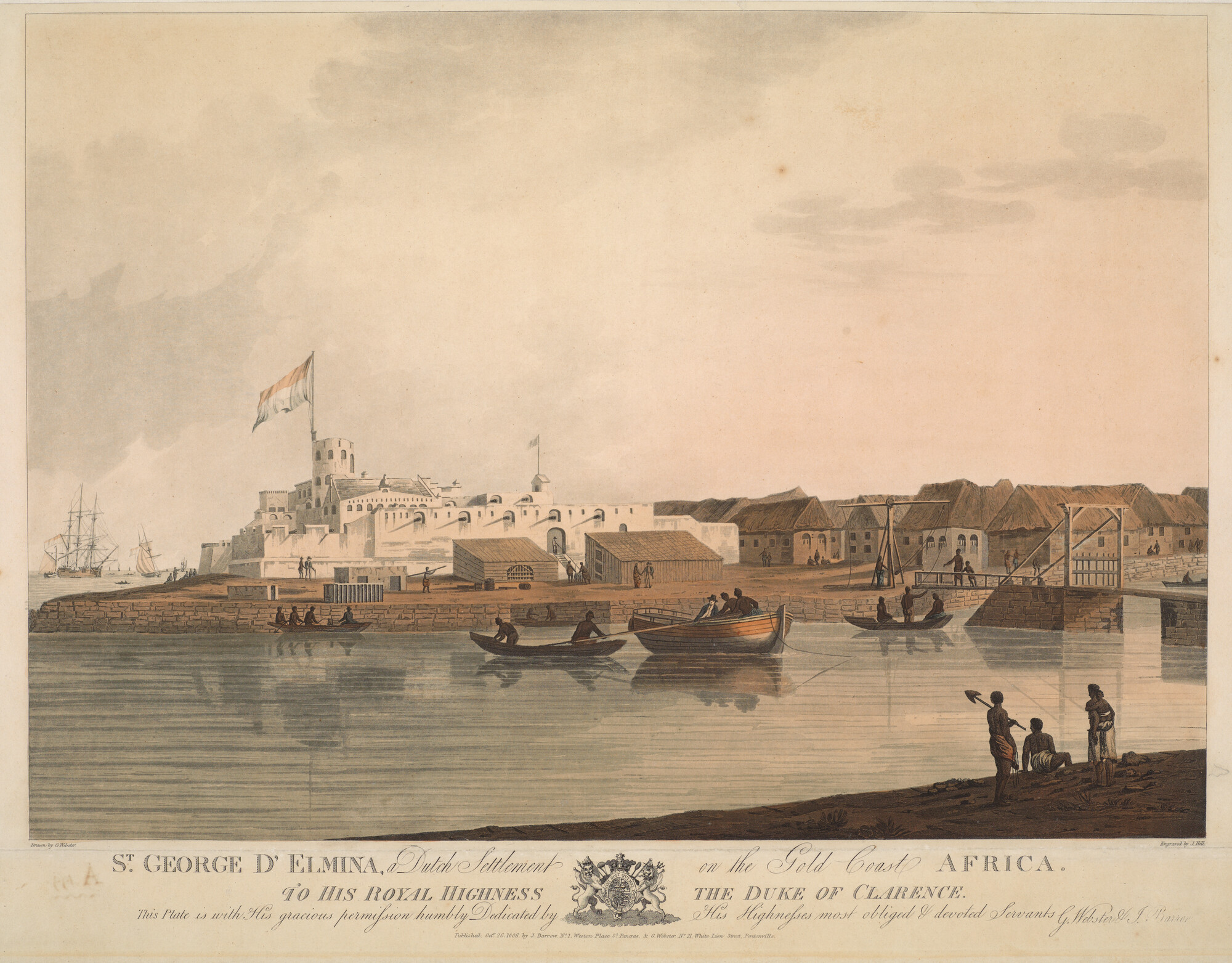
Le fort de traite néerlandais d'Elmina en 1806. Il fait partie des très nombreux forts construits par les Européens sur la Côte-de-l'Or.

Près d'un siècle et demi plus tard, c'est donc une société bien différente, et sans doute encore marquée par le chaos qui a frappé les générations précédentes, qui accueille les premiers navires portugais. Ceux-ci ont atteint cette partie de la côte pour la première fois en 1471. Ils y ont trouvé de l'or à échanger contre des biens manufacturés provenant d'Europe et ont donc baptisé cette portion de côte, Côte de l'Or (Costa do Ouro) ou Côte de la Mine (Costa da Mina). Pour protéger ce commerce de l'or des marchands interlopes venus d'autres nations européennes, ils construisent en 1482 une forteresse imposante, Saint-Georges-de-la-Mine (São Jorge da Mina) dans le village d'Edina (Elmina). Cette forteresse demeura le quartier général des Portugais jusqu'en 1637, date à laquelle les Hollandais les en délogèrent, s'affirmant ainsi comme la puissance européenne dominante sur la Côte. Ils le demeurèrent jusque dans les années 1870, lorsqu'ils cédèrent leurs possessions aux Anglais. Ces derniers se lancèrent alors dans la colonisation de territoires situés à l'intérieur des terres, et notamment de l'Ashanti (Asante).

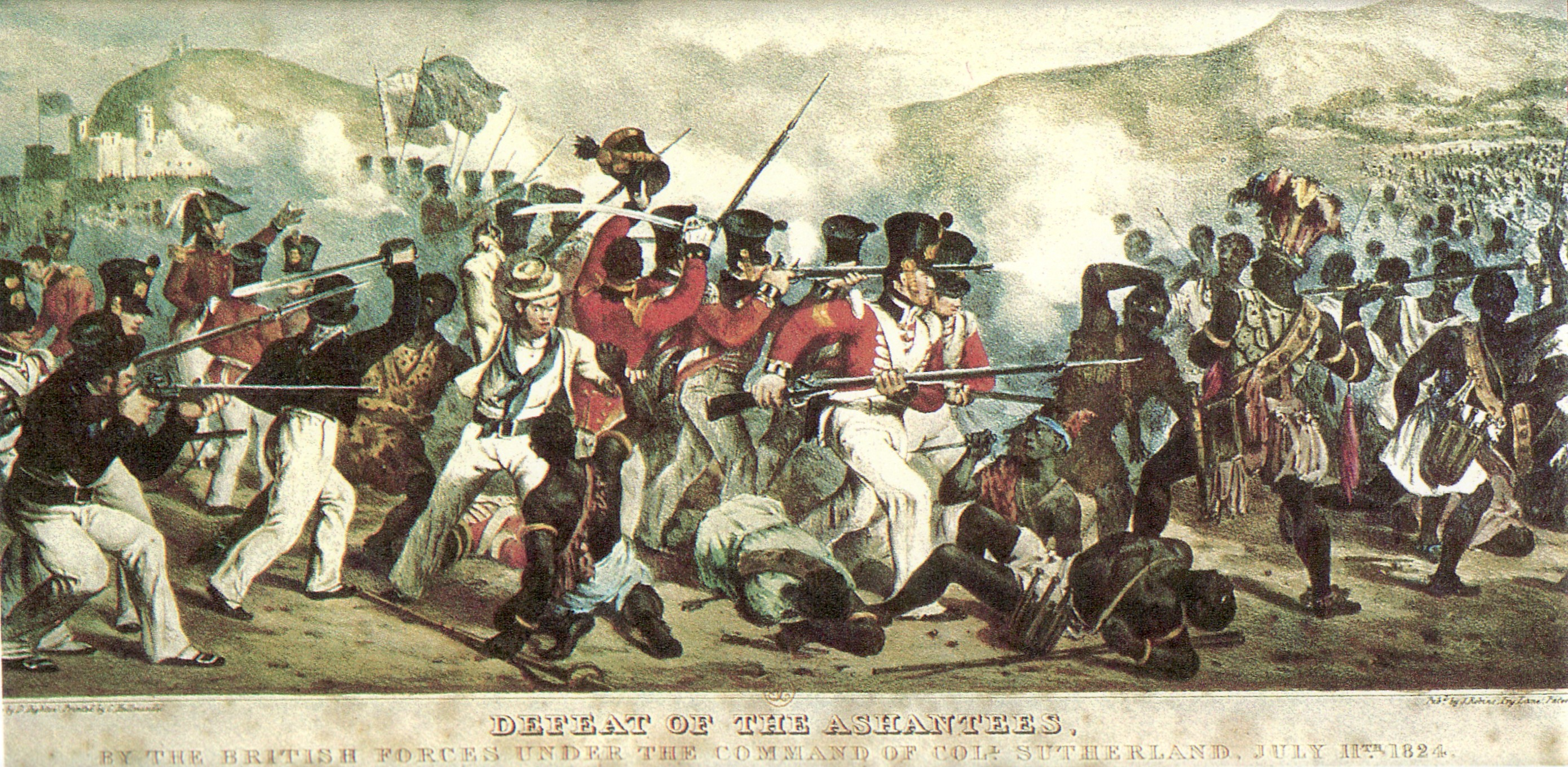
La première guerre anglo-asante eut lieu de 1823 à 1831.

La présence de marchands puis de soldats et de missionnaires européens sur la Côte de l'Or ne doit pas masquer l'histoire complexe des entités politiques africaines, dont ils n'étaient que les hôtes. Du XVIe au XIXe siècle, de nombreuses entités se développent, négocient, s'allient et s'affrontent pour dominer les échanges et assurer leur domination politique. Cette histoire est marquée par une grande diversité et inventivité de constructions sociopolitiques. Le commerce de l'or, puis des esclaves, qui le dépasse en volume à partir du tournant du XVIIIe siècle, ont fait l'objet de nombreuses monographies, dont certaines en français.
Le Ghana fut une colonie britannique sous le nom de Gold Coast (Côte-de-l'Or), avec un vicariat apostolique du même nom confié aux missionnaires de Lyon. Après la Première Guerre mondiale, la Gold Coast s'agrandit d'une partie du Togoland allemand. L'autre partie fut confiée à la France déjà présente au Dahomey (Bénin), et formera le Togo contemporain.

### XXesiècle

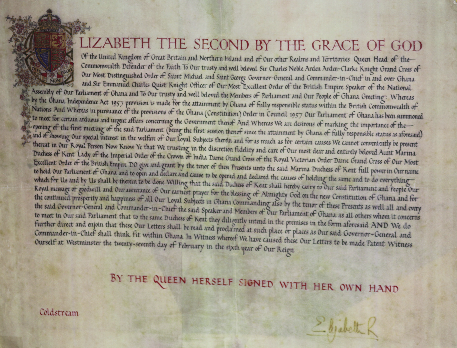
Message d'Élisabeth II au peuple du Ghana reconnaissant son indépendance.

Kwame Nkrumah (1909-1972) fut l'homme politique qui mena le Ghana vers l'indépendance. Dans ce but, il appela au boycott et à la désobéissance civile, ce qui lui valut d'être emprisonné par les autorités britanniques de 1948 à 1951. Cette même année, les autorités britanniques organisèrent des élections législatives qui furent remportées par le CPP. Nkrumah, libéré, fut alors nommé Premier ministre et collabora étroitement avec les autorités britanniques. Se basant sur la politique d’« Africanisation de l’administration, de panafricanisme », il décida de développer les infrastructures de son pays grâce aux excédents de l’Office de commercialisation du cacao. Ainsi, le domaine de l’éducation et celui de la santé enregistrèrent de véritables progrès.
Après les élections législatives de 1956, le CPP remporta les trois quarts des sièges. Nkrumah, fort de son succès, obligea alors le Royaume-Uni à concéder l’indépendance, qui fut proclamée le 6 mars 1957. La Côte-de-l'Or devint ainsi la première colonie à obtenir son indépendance après le Soudan (1956). Le jour même de l’indépendance, Nkrumah décida d’abandonner le nom colonial du pays au profit de l'actuel, en référence à l'empire du Ghana. En outre, contrairement à la Gold Coast (Côte de l'Or), ce nom n'est plus de nature à être traduit différemment en fonction des langues étrangères. Tout en demeurant dans le Commonwealth, le Ghana devint, le 1er juillet 1960, une république.
Le pays tente après son indépendance de diversifier son économie et de réduire sa dépendance extérieure avec le développement d'une industrie lourde. Une série de grands projets est lancée, tels que le barrage de la Volta pour produire de l'électricité afin de soutenir les nouvelles industries. Un port en eau profonde est construit à Tema notamment afin de développer un programme d'exportation de l'aluminium. En politique extérieure, le Ghana est à l'initiative de conférences à visées panafricanistes, réunissant tant des délégations d’États indépendants que d'organisations anticolonialistes. Un premier pas vers une réalisation concrète du panafricanisme est tenté en formant à partir de mai 1959 une union avec la Guinée, rejointe en décembre 1960 par le Mali. Cette union restera toutefois plus théorique que fonctionnelle : si les trois États tendent à s’entraider économiquement, aucune unité politique n'est réalisée. Le Ghana tente par ailleurs d'envoyer une force militaire soutenir le premier ministre congolais Patrice Lumumba, alors confronté à des tentatives séparatistes soutenues par la Belgique, et qui sera finalement assassiné. Ces initiatives valent à Nkrumah l'hostilité des pays occidentaux (la CIA indique que « Nkrumah faisait plus pour saper nos intérêts qu'aucun autre Noir africain ») mais également de certains dirigeants africains qui l'accusent, à travers ses projets panafricanistes, de vouloir propager le communisme en Afrique. Il est renversé le 24 février 1966, alors qu'il est en voyage en Chine, par un coup d’État militaire.
Élu en 2000 à la suite de Jerry Rawlings, John Kufuor, membre du Nouveau Parti patriotique avait été réélu pour un second mandat en décembre 2004. Le 28 décembre 2008, au terme d'une élection présidentielle très disputée et unanimement saluée pour son caractère démocratique, le candidat du Congrès démocratique national (Ghana), John Atta Mills, devient le nouveau président du pays. La passation de pouvoir s'est déroulée le 7 janvier 2009. À la suite du décès du président en exercice le 24 juillet 2012, le vice-président John Dramani Mahama lui succède à la tête de l’État. Depuis 2017, Nana Akufo-Addo est président de la République.

## Politique
Le Ghana fait partie du Commonwealth.

## Subdivisions
Le Ghana est divisé en 16 régions, elles-mêmes subdivisées en districts (261 au total). Les régions du Ghana sont (chef-lieu entre parenthèses) :
- la région Ashanti (Kumasi) ;
- Région du Bono (en) (Sunyani) ;
- Région du Bono orientale (en) (Techiman) ;
- Région d'Ahafo (en) (Goaso (en)) ;
- la région Centrale (Cape Coast) ;
- la région des Savanes (Damongo (en)) ;
- la région du Haut Ghana oriental (Bolgatanga) ;
- la région du Grand Accra (Accra) ;
- la région du Nord (Tamale) ;
- la région Occidentale (Sékondi) ;
- la région Orientale (Koforidua)
- la région du Haut Ghana occidental (Bolgatanga) ;
- Région du Nord ouest (en) (Nalerigu (en)) ;
- Région d'Oti (Dambai (en)) ;
- la région de la Volta (Ho) ;
- Région du Nord ouest (en) (Wa).

## Géographie

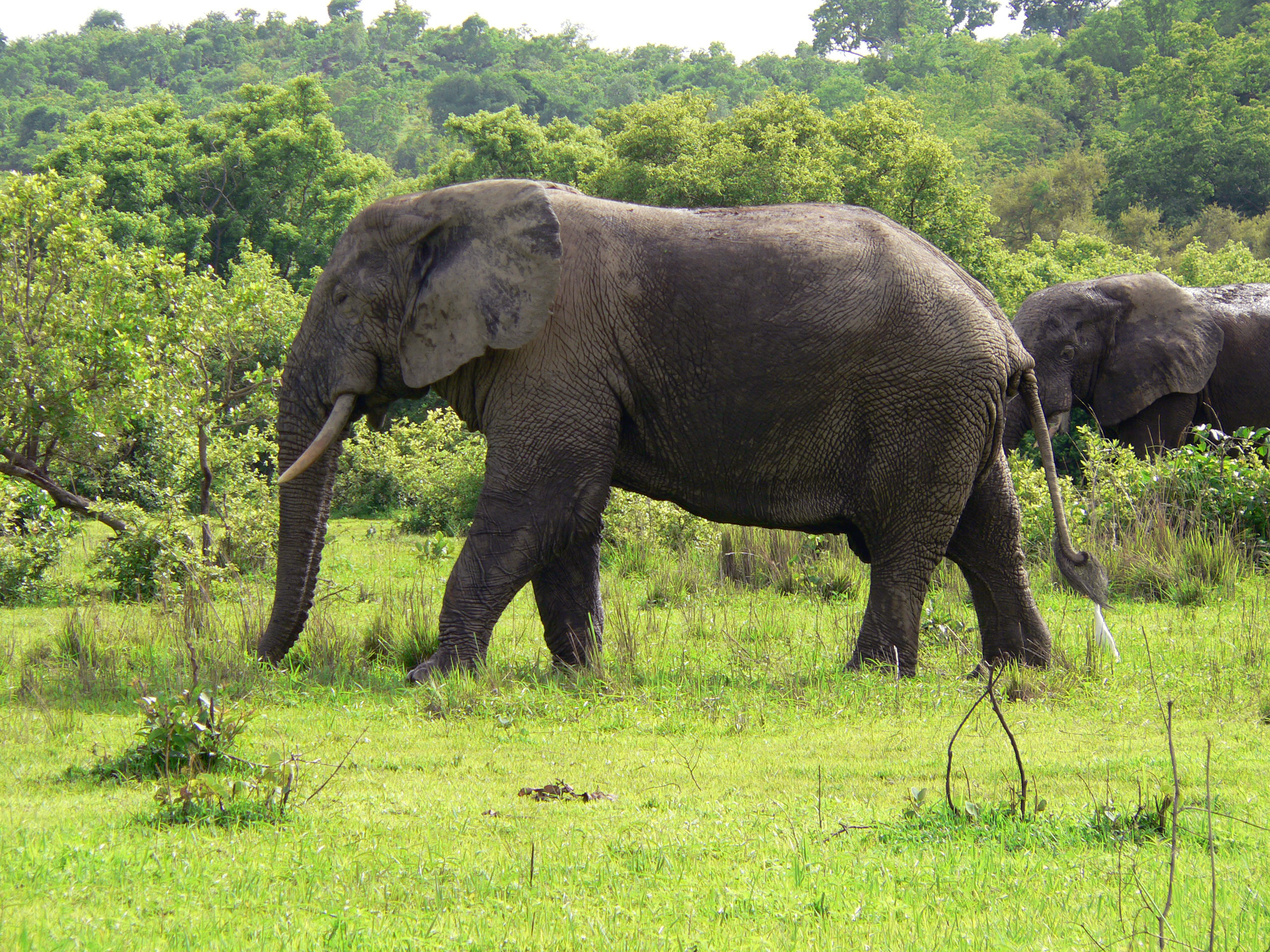
Éléphants dans le parc national Mole.

Le Ghana est situé sur le golfe de Guinée, juste au nord de l'équateur. Il partage des frontières avec la Côte d'Ivoire à l'ouest, le Togo à l'est et le Burkina Faso au nord.

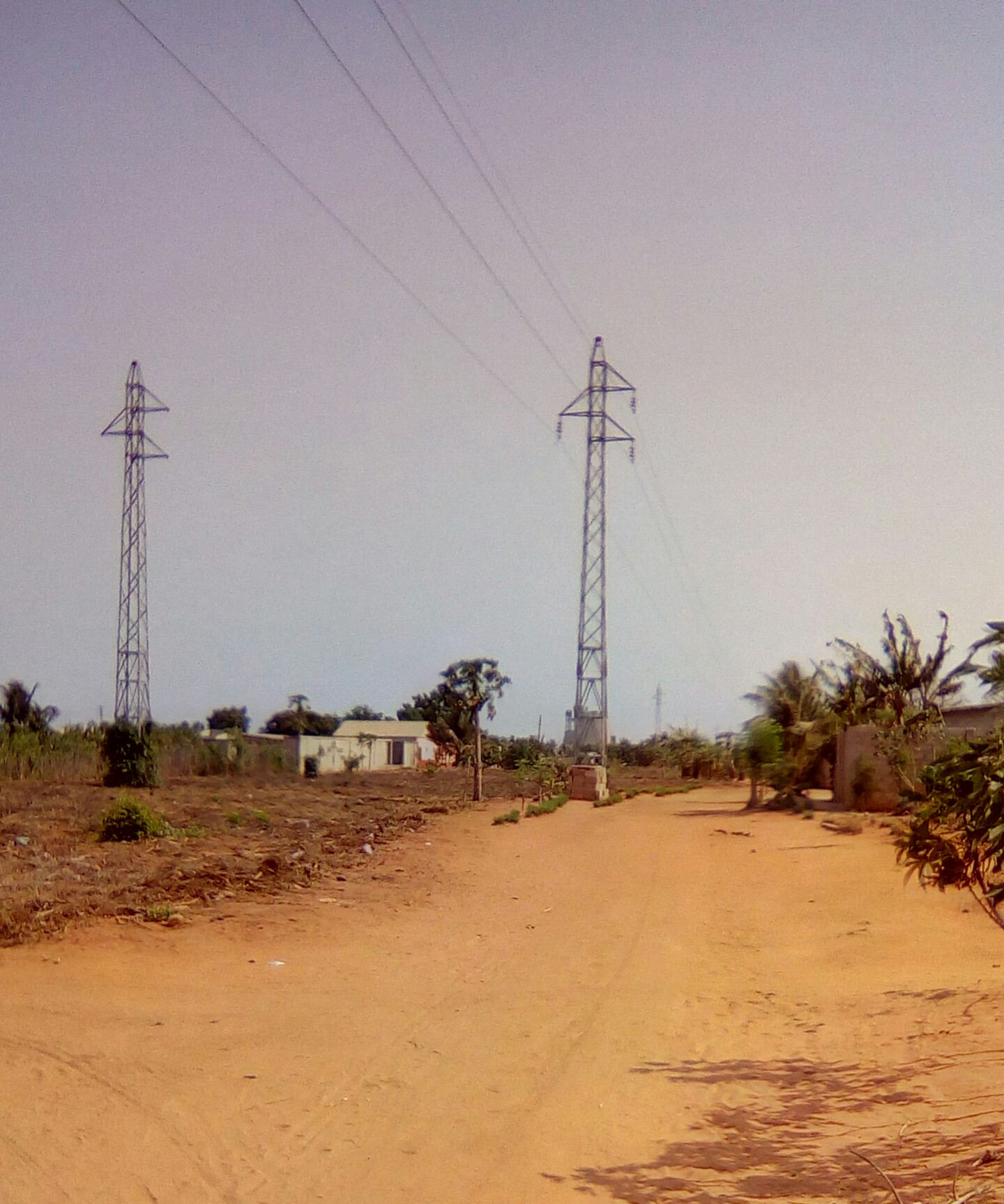
Sud du Ghana près de la frontière Ghana - Togo.

Le pays est constitué de denses forêts tropicales au sud et de savane au nord. Le climat tropical est pluvieux, essentiellement en mai-juin (grande saison des pluies ou hivernage). La Volta Noire, la Volta Blanche ainsi que les rivières Oti (voir Pendjari) et Daka se rencontrent au Ghana pour former le lac Volta.
Le barrage d'Akosombo, situé au sud du lac, produit beaucoup d'énergie pour le pays.

### Environnement
- Savane soudanienne occidentale
- Avec la plateforme Ecosia, le Ghana est engagé dans la plantation d'arbres, notamment les arbres de karité.

## Économie

Évolution du PIB réel par habitant de Ghana.

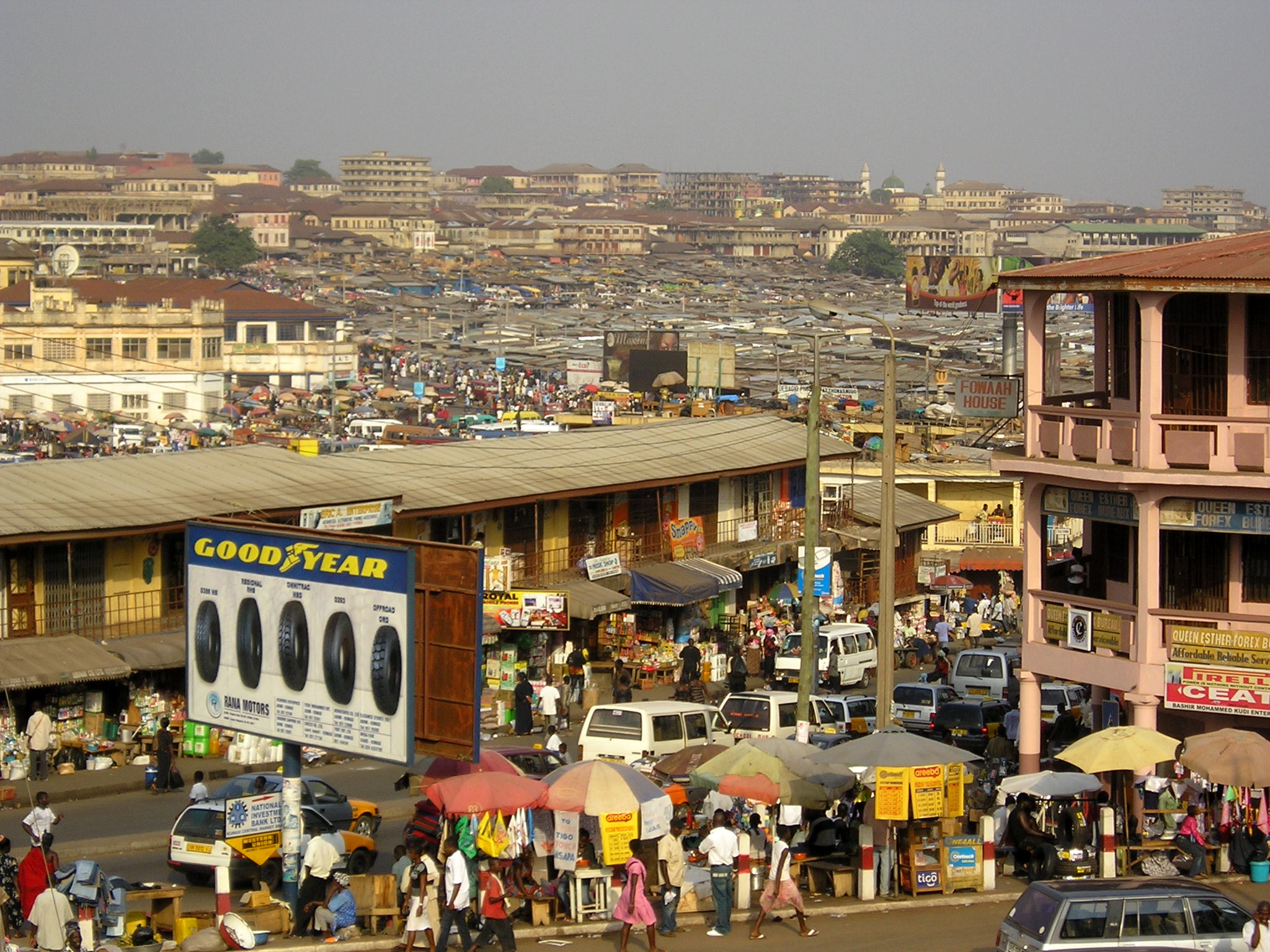
Le centre-ville de Kumasi.

Comme nombre de pays africains, le Ghana est riche en matières premières, notamment en minerais et en pétrole.
Son économie demeure cependant essentiellement basée sur l'agriculture. Le Ghana a longtemps été le premier producteur mondial de cacao (plus de 1,6 million d'hectares de plantations villageoises) avant d'être largement dépassé par son voisin la Côte d'Ivoire, qui représente aujourd'hui une récolte de plus du double.
Au cours des six premières années de la décennie 2010 toutefois, il s'est maintenu comme le deuxième producteur mondial.
L'industrie y est plus développée que dans le reste des pays de l'Afrique de l'Ouest.
Par ailleurs, après la découverte du vaste champ pétrolier du Jubilee (champ pétrolifère), le Ghana s'est lancé en 2010 dans la production de pétrole, qui est devenu en 2012 son second poste d'exportation après l'or, avec une production totale de 110 000 barils par jour, attendue en hausse.
En octobre 2023, le gouvernement accorde à la société australienne Atlantic Lithium une licence pour l'extraction du lithium dans la commune méridionale d'Ewoyaa. La mine devrait avoir une durée de vie de quinze ans et produire 1,5 milliard de dollars de revenus. Selon Atlantic Lithium, l'investissement aboutira à la création du dixième plus grand projet de lithium au monde. Le bail minier accorde au gouvernement ghanéen une participation gratuite de 13 % dans le projet. Il devrait de plus recevoir un taux de redevance de 10 %. Le gouvernement a interdit l'exportation de lithium brut. La société ReElement Technologies, filiale américaine d'American Resources Corporation, annonce fin 2023 son intention de construire une installation de raffinage du minerai à Tema, le plus grand port du pays. La capacité initiale sera de 30 000 tonnes de carbonate de lithium de qualité batterie par an. La construction devrait s'achever début 2025.
Environ 10 % de la population ghanéenne dépend de la pêche. Le secteur est cependant menacé : le nombre de poissons pêchés au large du pays a diminué de près de moitié en quinze ans, passant de 420 000 tonnes en 1999 à 202 000 tonnes en 2014. En cause, les pratiques des bateaux-usines étrangers, qui dévastent les fonds marins, et certaines techniques de pêche artisanale, telles qu’illuminer les eaux pendant la nuit pour attirer les poissons et les empoisonner avec des produits chimiques, ou les tuer avec de la dynamite. La réduction continuelle des stocks de poisson menace la sécurité alimentaire du pays et réduit le nombre d'emplois.
En 2024, le Ghana est classé en 101e position pour l'indice mondial de l'innovation.

### Monnaie
La monnaie officielle du Ghana est le cedi depuis 1965. Un cedi est lui-même décomposé en 100 pesewas.
Le 3 juillet 2007, le Ghana change de monnaie. Le nouveau cedi ghanéen vaut alors 10 000 anciens cedis. Juste après ce changement, 1,4 cedi équivalait à un euro.
En 2012, environ 2,4 cedis sont équivalents à un euro. En septembre 2015, il faut environ 4 cedis pour un euro, mais la monnaie n'est plus négociable.
En mai 2020 ce taux dépasse 6 contre 1. En mai 2024, un euro vaut 14,80 cedi.

## Éducation
L'éducation nationale ghanéenne est dispensée en langue anglaise. Elle est obligatoire et gratuite jusqu'à l'âge de 15 ans.
L'année scolaire dure généralement du mois d'août à celui de mai. Le cycle éducatif ghanéen est divisé en trois parties : l'éducation de base, le cycle secondaire et le cycle tertiaire. L'éducation de base (scolarité obligatoire et gratuite) débute dès l'âge de 4 ans, et dure 11 ans. Elle est divisée en maternelle (2 ans), primaire (2 modules de 3 ans) et Junior High school, équivalent du collège (3 ans). La fin de ce cycle est sanctionnée par un examen : le Basic Education Certificate Examination (BECE - Examen de certification de l'éducation de base). Il permet d'accéder au cycle secondaire, qui peut être général au sein d'un Senior High School (équivalent du lycée) ou professionnel et technique au sein de lycées techniques (technical Senior High School), d'instituts de formation professionnelle et technique, ou d'établissements privés. Le cycle secondaire général est sanctionné par un examen : le West African Secondary School Education Certificate Examination (Wassece - Examen ouest-africain de certification du cycle d'éducation secondaire). Le cycle tertiaire, ou enseignement supérieur, se divise entre études universitaires (cycle de 4 ans, sanctionné par un Bachelor, qui peut être suivi d'un master d'une à deux années, puis d'un doctorat) et enseignement Polytechnique, en ce qui concerne la formation professionnelle et technique (cycle de deux à trois ans).

## Démographie

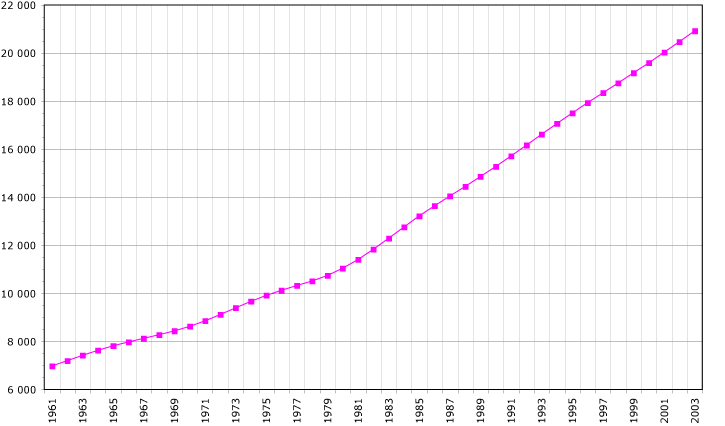
Évolution de la démographie entre 1961 et 2003 (chiffre de la FAO, 2005). Population en milliers d'habitants.

D'après le recensement de 2010, la population du Ghana est estimée à 24 658 823 habitants.
Environ 51 % de la population réside en milieu urbain.
Les principaux groupes ethniques sont les Akans (47,5 %), les Mole-Dagbani (16,6 %), les Ewes (13,9 %) et les Ga-Dangme (7,4 %).

### Langues
Selon le recensement ghanéen de 2010, le Ghana compte 67,1 % d’anglophones dans sa population. Ce chiffre comprend les personnes sachant lire et écrire l'anglais, ce qui montre que la population du Ghana a globalement une bonne connaissance de cette langue. L'asante twi, l’une des principales langues nationales, est, quant à elle, parlée entre 16 et 47,5 % de la population. Il existe par ailleurs neuf langues nationales ainsi que 81 langues africaines au Ghana selon SIL International.
Le Ghana est en outre un État anglophone « enclavé » entre des États francophones (Côte d'Ivoire, Burkina Faso, Togo) et entretient de ce fait de nombreuses relations avec ceux-ci, d'où la volonté des autorités depuis ces dernières années de faire connaître le français aux Ghanéens. De ce fait, le Ghana est un État associé de l'Organisation internationale de la francophonie.

### Religions

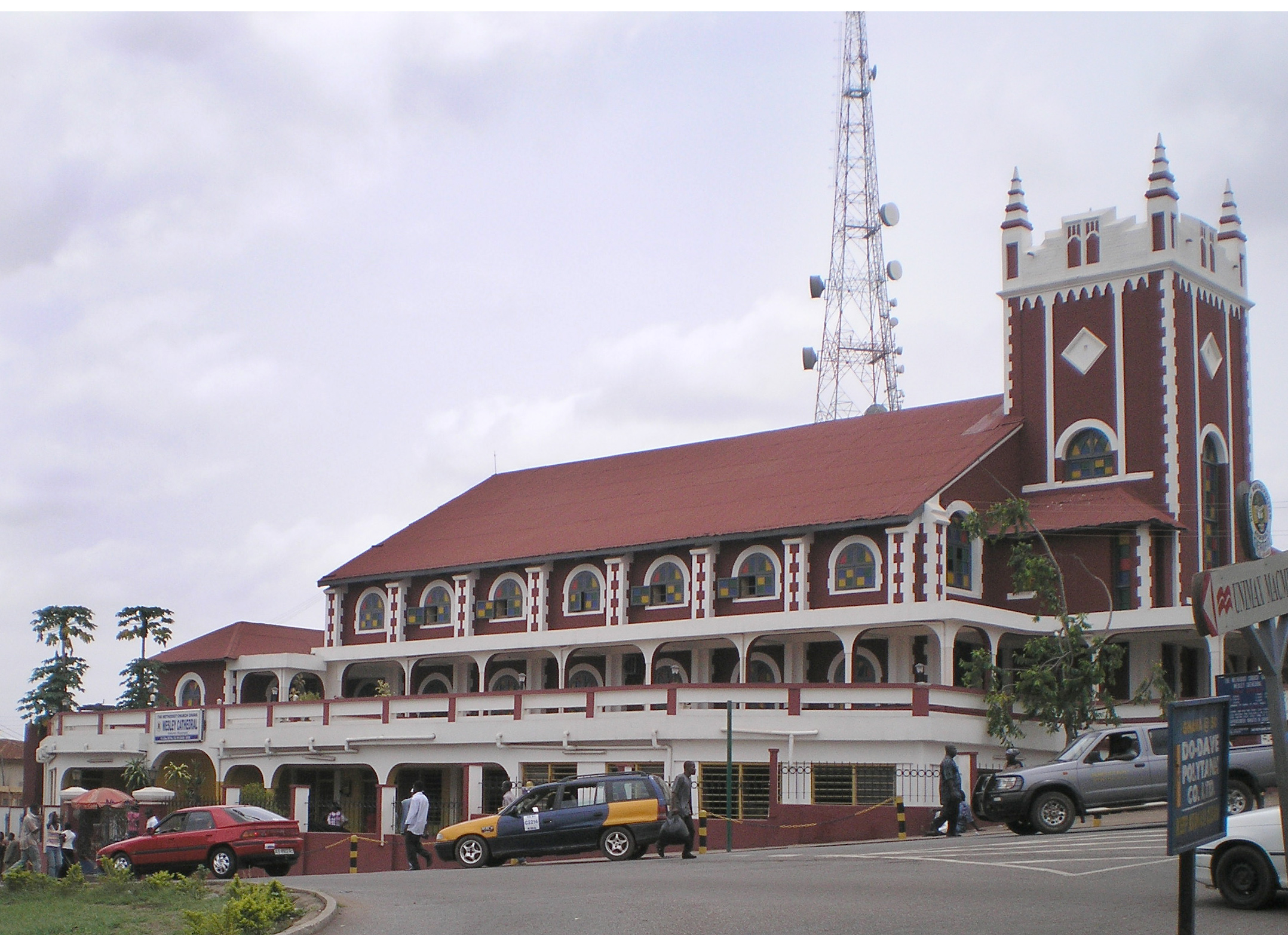
Cathédrale méthodiste à Kumasi.

D'après le recensement de 2010, les chrétiens représentent 71,2 % de la population tandis que les musulmans représentent 17,6 % et les religions traditionnelles africaines 5,2 %. Les personnes n'ayant pas de religion représentent 5,3 % de la population,. La plupart des chrétiens du Ghana sont protestants et pentecôtistes (42,7 %). 13 % de la population est baptisée dans l'Église catholique[réf. nécessaire]
Le 4 mars 2017, lors d’une cérémonie œcuménique et interreligieuse, le Ghana s'est consacré, pour la seconde fois, au Sacré-Cœur de Jésus. Le Saint-Siège et le Ghana ont ainsi célébré les quarante ans de leurs relations.
Un consensus autour de la foi semble unir le pays, l’idée d’athéisme semble inacceptable et même inconcevable,.

## Culture

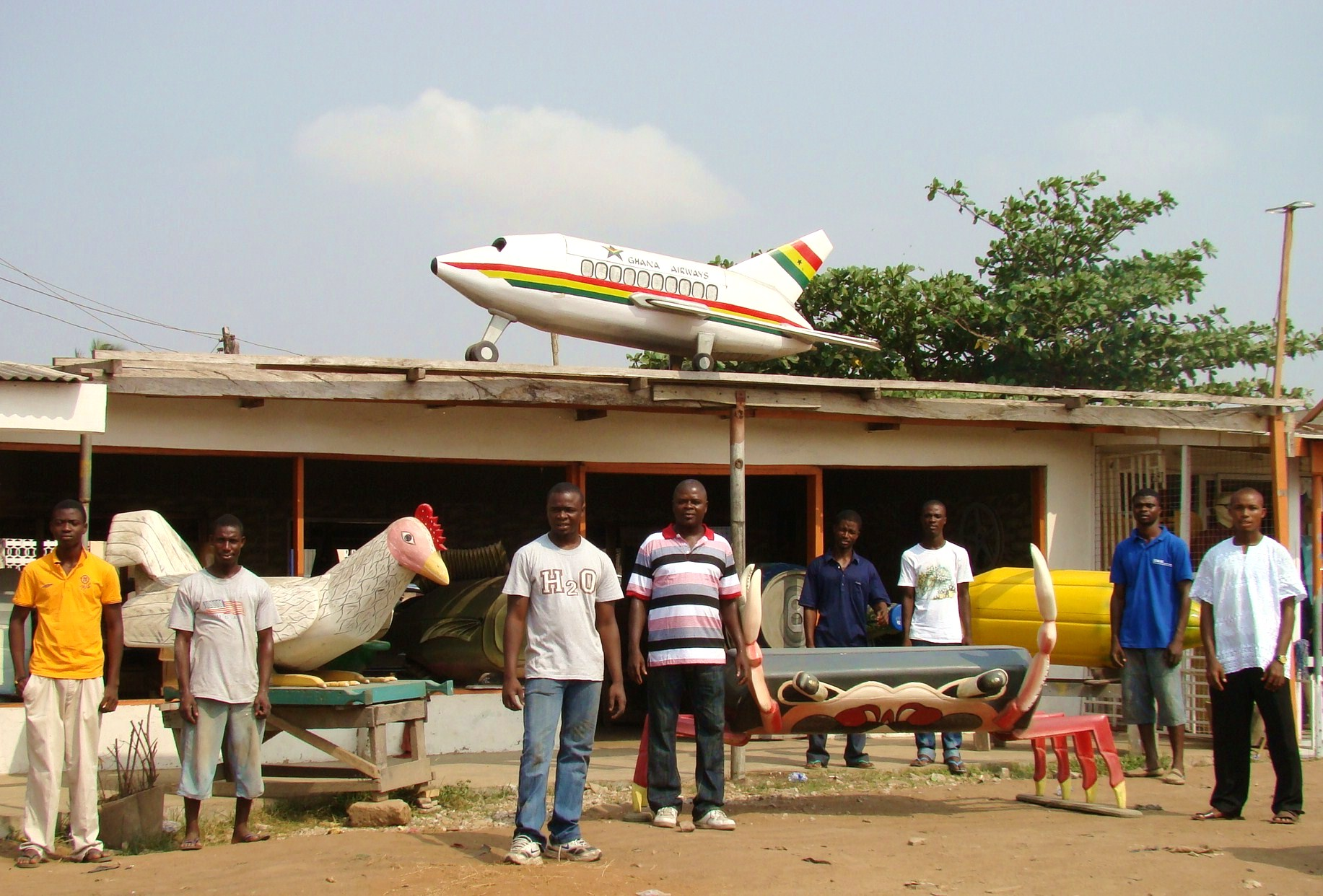
L'atelier Kane Kwei, mise en scène Guy Hersant le 10 janvier 2010.

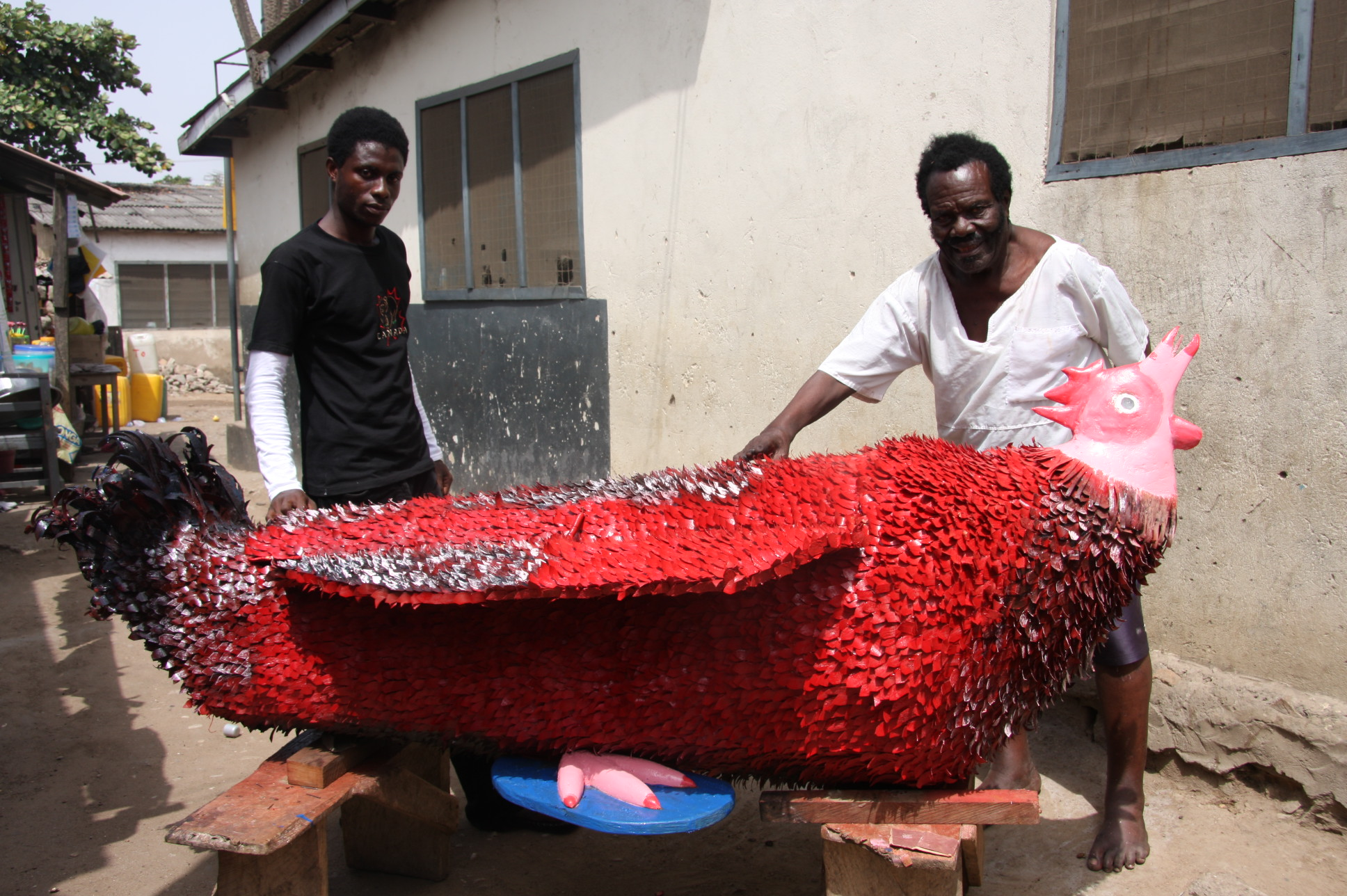
Ataa Oko et Kudjoe Affutu avec Oko's coq rouge, 2009

L'une des contributions culturelles les plus visibles (et des plus commercialisables) du Ghana moderne est le kente, largement reconnu et apprécié pour ses couleurs et son symbolisme. Le kente est fait par les tisserands ghanéens consommés, et les centres de tissage importants à Kumasi et autour (Bonwire est connu comme l’endroit où l’on fabrique le vrai kente, bien que des secteurs de Région de la Volta prétendent aussi à l’appellation) abondent en tisserands qui lancent ici et là leurs navettes en fabriquant de longues bandes de kente. Ces bandes peuvent être alors cousues ensemble pour former de grandes pièces qui sont portées par quelques Ghanéens (les chefs surtout) et achetées par les touristes à Accra et à Kumasi. Les couleurs et les modèles du kente sont soigneusement choisis par le tisserand et celui qui le portera. Chaque symbole tissé dans le tissu a un sens spécial dans la culture ghanéenne.
Le kente est un des symboles du système hiérarchisé du Ghana, qui reste fort dans le sud et les régions centrales du pays, particulièrement dans les zones peuplées par les membres de la tribu Ashanti, culturellement et politiquement dominante. Son roi, l’Asantehene, est peut-être la personne la plus révérée dans la partie centrale du pays. Comme les autres chefs ghanéens, il porte un kente éclatant de couleurs, des bracelets en or, des anneaux et des gris-gris, et il se fait toujours accompagner de nombreux parapluies très ornés (qui sont également un symbole du titre de chef). Le symbole le plus sacré des gens de Ashanti est le trône royal Ashanti, le « tabouret doré », où résident les esprits des ancêtres selon les croyances animistes locales. Il est soigneusement gardé à Kumasi, capitale culturelle des gens d’Ashanti et siège du palais de l’Asantehene. Bien que le titre de chef à travers le Ghana ait été affaibli par des allégations de corruption et de coopération avec l'oppression coloniale, il reste une institution très vivante au Ghana.
Les cercueils personnalisés, inventés dans les années 1950, sont également ambassadeurs de la culture ghanéenne contemporaine. Ataa Oko, Paa Joe, Kudjoe Affutu et Eric Adjetey Anang, qui dirige à Teshie l'atelier Kane Kwei (du nom de son grand-père qui le premier présenta ces œuvres en dehors du pays) font partie des artistes ghanéens les plus reconnus à l'étranger. Ils sont auteurs, par exemple, d'un cercueil poule, réalisé par Ataa Oko 2006 dans la Collection du Kunstmuseum Berne, ou d'un cercueil en forme de Centre Pompidou par Kudjoe Affutu 2010 dans la collection de Saâdane Afif, ou d'un autre en forme de réfrigérateur, pour l'exposition La carte d'après nature, NMNM de Monte Carlo dans la collection de Thomas Demand.
La scène musicale ghanéenne est riche et variée. En particulier, le Ghana est connu pour avoir donné naissance au Highlife, un genre de musique qui a essaimé dans toute l'Afrique de l'Ouest. Né à la fin du XIXe siècle, il a connu de nombreuses évolutions jusque dans les années 1980.
Un cinéma ghanéen se développe après l'indépendance avec des réalisateurs comme Kwaw Ansah (dont le premier succès est Love Brewed in the African Pot, 1980) ou John Akomfrak.
Dans le sud du pays, de nombreux habitants ont des noms d'origine portugaise, car le sud du pays eut de nombreux comptoirs portugais et a connu la colonisation. Cependant, avec l'évolution économique du pays, de nombreux habitants du sud se sont déplacés dans les autres régions du pays, où l'on retrouve donc ces noms. Les pays voisins connaissent la même situation, car ils eurent aussi une période de colonisation portugaise, surtout sur la côte du golfe de Guinée.

## Santé
70 % de la population ghanéenne utilise la médecine traditionnelle pour leurs besoins de santé. Les guérisseurs traditionnels transmettent leur savoir de génération en génération en apprenant des recettes à base de plantes de leurs ancêtres, tandis que leurs collègues de la médecine moderne suivent sept ans de formation pratique et théorique pour maîtriser cette science humaine. Certaines circonstances ont poussé les autorités à dépendre de l'extérieur pour l'approvisionnement en médicaments essentiels, et l'utilisation de la médecine traditionnelle est dû à une pénurie d'agents de santé.
En 2020, le gouvernement a lancé des drones autonomes dans les zones rurales du Ghana pour transporter des échantillons de test COVID-19 dans le but de répondre à la pandémie et de sauver des vies plus rapidement.
Le mercredi 24 février 2021, Ghana a reçu sa première dose de vaccins gratuits contre le Covid-19 de l'Initiative Covax pour les pays les moins riches.

## Sport

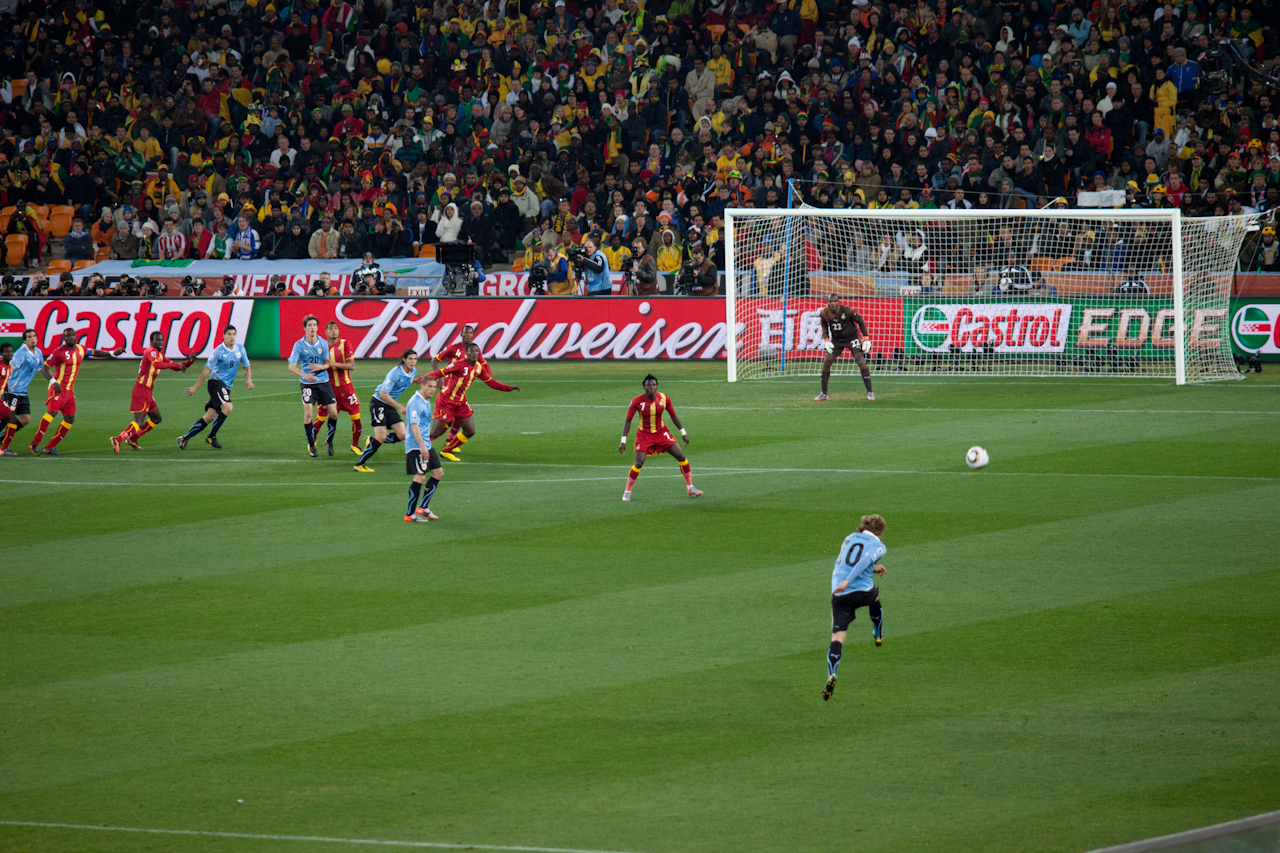
Le quart de finale Ghana-Uruguay à la coupe du monde de football 2010.

En football le Ghana, lors de la Coupe du monde de football 2010, atteint les quarts de finale ; il est opposé à l'Uruguay qui l'emporte aux tirs au but.
Les principales équipes de football ghanéennes sont les Hearts of Oak, club d'Accra, la capitale, et les Asante Kotoko, équipe de Kumasi, la deuxième ville du pays. Elles évoluent dans le Championnat du Ghana de football. Leur rivalité est une des plus célèbres sur le continent africain, les deux clubs étant les plus titrés du championnat de première division ghanéenne (21 titres remportés par les Hearts of Oak, 26 par l'Asante Kotoko). Les deux clubs ont également chacun remporté la Ligue des champions des clubs africains : deux fois pour le Asante Kotoko, une fois pour les Hearts of Oak.

## Sciences et technologies
L'université du Ghana, créé en 1948 accueille différentes disciplines, dont un département de sciences fondamentales et appliquées.
Le Ghana est classé 112e au Global Innovation Index 2021,, événement qu'il a accueilli sur son sol à Accra en 2018.
L'institut Ghana Space Science & Technology Institute (GSSTI) accueille depuis 2012 trois centres de recherche :
- le Radio Astronomy & Astrophysics Centre qui exploite entre autres l'Observatoire de radioastronomie du Ghana (GRAO) ;
- Le Remote Sensing & Climate Centre ;
- Le Satellite Communications & Engineering Centre

L'association Alliance for Science Ghana (AfS Ghana) est un réseau de scientifiques, d'agriculteurs, d'étudiants, d'universitaires, de communicateurs et d'autres Ghanéens bien intentionnés qui s'efforcent de promouvoir la science dans toutes les sphères du développement national.
Le Ghana est membre de l'Union astronomique internationale.

## Tourisme

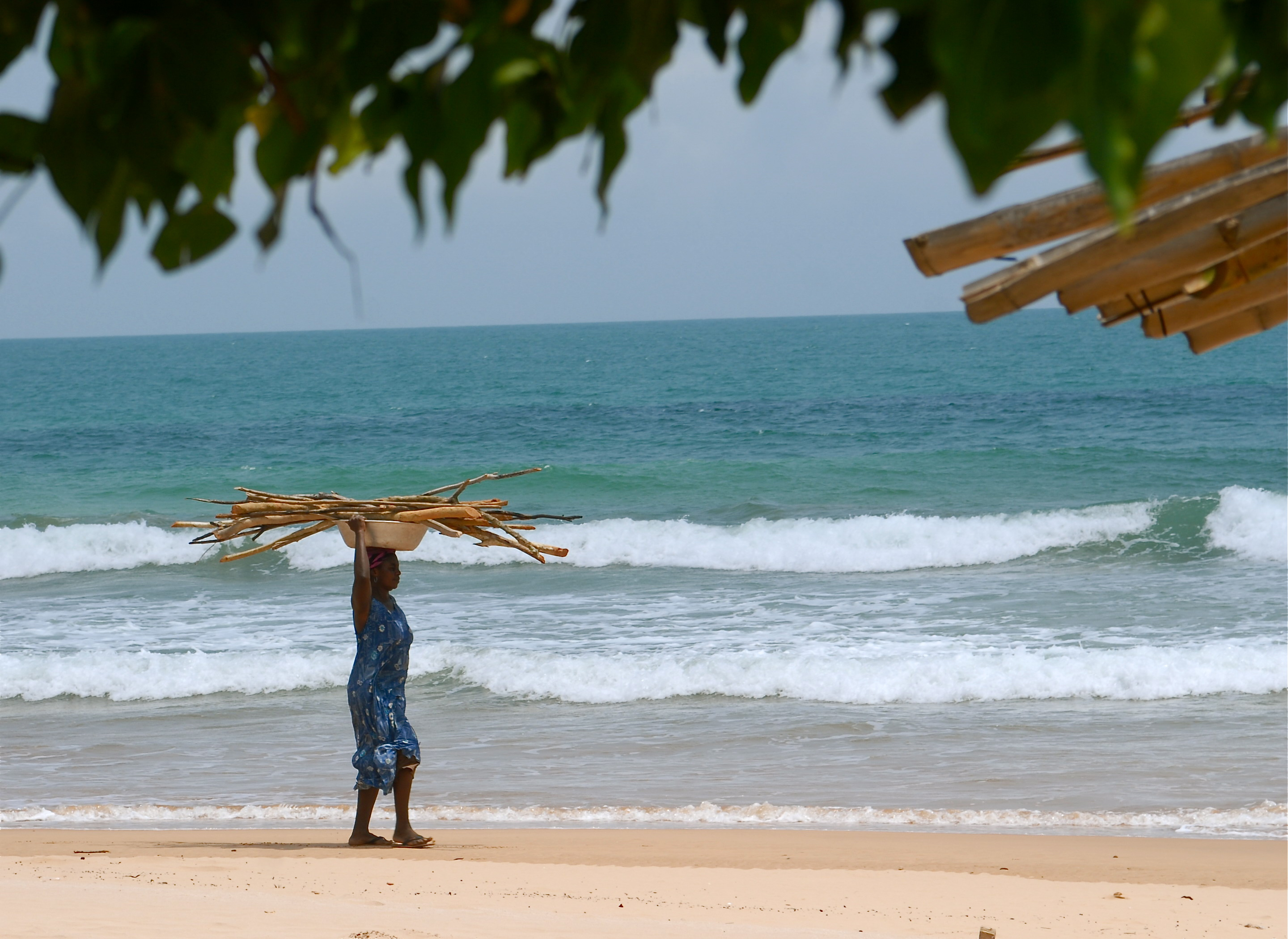
Plage près de Takoradi.

La côte, dite la Côte de l'Or (en anglais Gold Coast), possède les plus anciens forts occidentaux du continent, bâtis à partir de la fin du XVe siècle par les Portugais pour la traite négrière puis par les Hollandais, Suédois, Anglais, Danois et Allemands. Plus d'une quarantaine de forts européens existent encore le long de la côte du Ghana, la plus forte concentration de ce type en Afrique.
Le Fort de Cape Coast, bâti par les Anglais, est devenu l’un des lieux de mémoire importants de la traite négrière, inscrit au Patrimoine mondial de l’Unesco. L'autre fort majeur est le fort Saint-Georges-de-la-Mine à Elmina, bâti par les Portugais.
Le parc national de Mole, au nord du pays, est la plus grande réserve naturelle du pays, pour les amateurs de safaris à pied ou en voiture. Au Sud du pays, non loin de Cape Coast, se trouve le parc national de Kakum.
Le pays dispose d'un long littoral constitué de plages de sable, fréquentées par les Ghanéens et les touristes, de cocoteraies et de mangroves.
La culture ghanéenne est riche en festivals de toutes sortes, particulièrement au moment des Fêtes de l’Indépendance, le 6 mars, mais aussi tout au long de l’année et au mois de décembre.

## Fêtes et jours fériés
- 6 mars, jour de l'Indépendance (Independence Day).
- 1er juillet, fête de la République (Republic Day).
- 21 septembre, jour des Fondateurs (Founder's Day (en)), anniversaire du premier président du Ghana, Kwame Nkrumah.
- 25 décembre, Noël (Bronya).

### Documentaires
- Business dans la brousse, de Nicolas Cotto, France 5, 2018

#### Articles historiques
- Histoire du Ghana
- Côte de l'Or
- Forts de la côte ghanéenne
- Histoire de la Côte-de-l'Or pendant la Seconde Guerre mondiale

#### Autres articles
- Politique au Ghana
- Liste de personnalités ghanéennes
- Kofi Annan
- Forces armées du Ghana
- Droits LGBT au Ghana
- Astronomie en Afrique
- Musique au Ghana
- Liste d'écrivains ghanéens